# Декадни терабит
Декадни терабит се користи као јединица мере података у рачунарству и износи 1000 декадних гигабита. 